# Larysa Varona

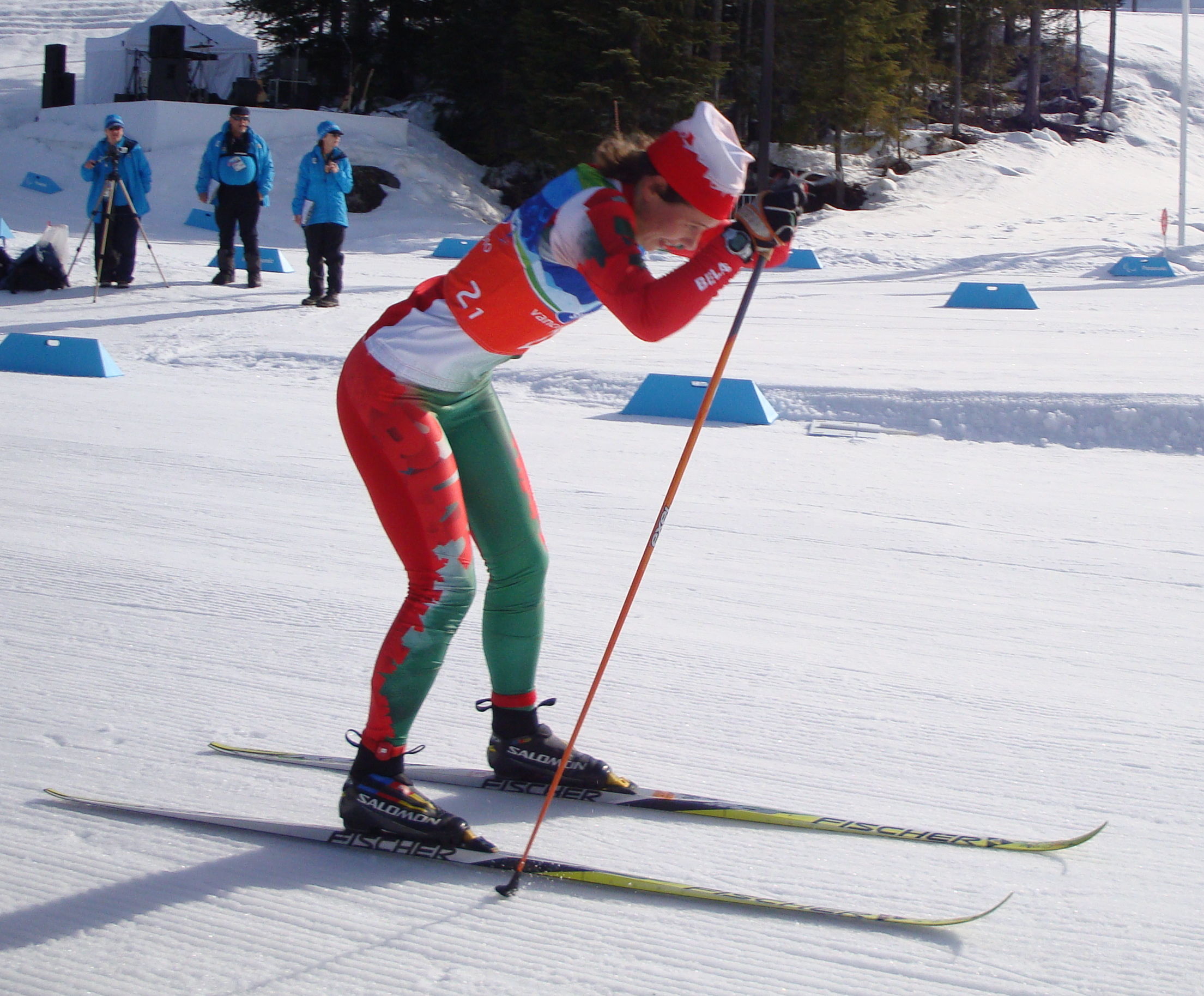
Larysa Varona de Bielorrusia, esquiadora de fondo paralímpica (con un solo brazo) en los Juegos Paralímpicos de Invierno de 2010, Parque Olímpico Whistler, Columbia Británica

Larysa Varona (22 de enero de 1983) es una deportista bielorrusa que compitió en esquí de fondo adaptado. Ganó tres medallas en los Juegos Paralímpicos de Invierno en los años 2006 y 2010.

## Palmarés internacional
| Juegos Paralímpicos | Juegos Paralímpicos | Juegos Paralímpicos | Juegos Paralímpicos      |
| Año                 | Lugar               | Medalla             | Prueba                   |
| ------------------- | ------------------- | ------------------- | ------------------------ |
| 2006                | Turín (Italia)      | Medalla de plata    | 3 × 2,5 km clase abierta |
| 2010                | Vancouver (Canadá)  | Medalla de bronce   | 5 km de pie              |
| 2010                | Vancouver (Canadá)  | Medalla de bronce   | 3 × 2,5 km clase abierta |